# Mi parli piano
Mi parli piano – singel Emmy Marrone, wydany 4 maja 2018, pochodzący z albumu Essere qui. 
Utwór napisali i skomponowali Roberto Casalino oraz Davide Simonetta, a za produkcję odpowiadali Emma Marrone i Luca Mattioni.
Singel był notowany na 46. miejscu na włoskiej liście sprzedaży i uzyskał status złotego singla za sprzedaż ponad 25 tysięcy egzemplarzy.

## Notowania

### Pozycja na liście sprzedaży
| Kraj   | Notowanie (2016) | Najwyższa pozycja | Certyfikat | Sprzedaż |
| ------ | ---------------- | ----------------- | ---------- | -------- |
| Włochy | FIMI             | 46                | złoto      | 25 000+  |